# Jacques Le Lavasseur
Jacques Le Lavasseur (1861-1939) fue un deportista francés que compitió en vela en la clase tonelaje. Participó en los Juegos Olímpicos de París 1900, obteniendo dos medallas de oro en la clase 2 – 3 Ton (regata 1 y 2).

## Palmarés internacional
| Representando al Equipo Mixto |                 |                |                      |
| Juegos Olímpicos              |                 |                |                      |
| Año                           | Lugar           | Medalla        | Clase                |
| 1900                          | París (Francia) | Medalla de oro | 2 – 3 Ton (regata 1) |
| 1900                          | París (Francia) | Medalla de oro | 2 – 3 Ton (regata 2) |